# Brachymeria sociator
Brachymeria sociator är en stekelart som först beskrevs av Walker 1862.  Brachymeria sociator ingår i släktet Brachymeria och familjen bredlårsteklar. Inga underarter finns listade.